# Mali triambski ikozaeder
| Small triambic icosahedron | Small triambic icosahedron        |                       |
| --- | --------------------------------- | --------------------- |
| |                                   |                       |
| Vrsta | dualno telo uniformnega poliedra  |                       |
| Sklici | DU30, 2/59, W26                   |                       |
| Elementi (kot zvezdni polieder) | F = 20, E = 60 V = 32 (χ = −8)    |                       |
| Grupa simetrije | ikozaederska (Ih)                 |                       |
| Dualni polieder | mali ditrigonalni ikozidodekaeder |                       |
| \| diagram stelacije \| jedro stelacije \| konveksna ogrinjača \| \| ----------------- \| --------------- \| --------------------- \| \| \| ikozaeder \| pentakisni dodekaeder \| |                                   |                       |
| diagram stelacije | jedro stelacije                   | konveksna ogrinjača   |
| | ikozaeder                         | pentakisni dodekaeder |

Mali triambski ikozaeder je dualno telo uniformnega malega ikozidodekaedra. Sestavlja ga 20 sekajočih se izogonalnih stranskih ploskev. Ima 60 robov in 32 oglišč. Eulerjeva karakteristika je -8.
Kadar sekajoče se šestkotne stranske ploskve delimo tako, da nastanejo novi robovi, to telo postane triakisni ikozaeder. Ime triakisni ikozaeder predstavlja topološko izdelavo telesa tako, da pričnemo z triakisnim ikozaedrom ter dodajamo kratke trikotne piramide. S primerno višino piramide postanejo Catalanova telesa z enakim imenom in dualnim telesom prisekanega dodekaedra.
Nekonveksni uniformni poliedri veliki zvezdni dodekaeder in veliki dodekaeder, če ju gledamo kot površinske topologije, jih lahko naredimo tudi kot ikozaedre s piramidama. Prva z visokimi piramidami, druga pa  je obrnjena. 
Je tudi uniformni polieder ter je dualno telo malega ditrigonalnega ikozidodekaedra. Ostala uniformna telesa so stelacije ikozaedra. To sta srednji triambski ikozaeder in veliki triambski ikozaeder.   